# City Triathlon Cup Germany
Der City Triathlon Cup Germany (CTC) war eine Serienwertung für Altersklassenathleten des City Triathlon Heilbronn (seit 2015 Challenge Heilbronn) und des Frankfurt-City-Triathlon. Der Cup wurde im Jahr 2013 ins Leben gerufen. Sportlicher Start war am 23. Juni 2013 in Heilbronn. Die ersten Sieger wurden am 4. August 2013 in Frankfurt am Main gekürt.

## Wertungsmodus
Der City Triathlon Cup Germany ehrte den vielseitigsten Athleten. Teil der Serie wurde jeder Triathlet, der in einem Jahr erfolgreich sowohl beim City Triathlon Heilbronn auf der Mitteldistanz wie auch an dem Frankfurt-City-Triathlon auf der olympischen Distanz teilnahm. Die Zielzeiten bei beiden Veranstaltungen wurden addiert.

## Die Rennen
Sowohl der City Triathlon Heilbronn wie auch der Frankfurt-City-Triathlon wurden 2010 erstmals ausgerichtet. Beide Wettbewerbe verstanden sich als Breitensportveranstaltung. Charakteristisch für beide Rennen war, dass sich Teile der Strecken und das Ziel mitten in der Innenstadt befanden.

## Ziel der Serie
- Fokus: Die Serie legte den Fokus auf die Altersklassenathleten. Diese machten bei beiden Events den Großteil des Starterfeldes aus und sollten daher noch mehr in den Fokus rücken.
- Vielseitigkeit: Der City Triathlon Cup Germany stellte eine besondere Herausforderung an die Athleten dar: Sie mussten sich sowohl auf der olympischen Distanz als auch auf der Mitteldistanz beweisen.

## Sieger
| Jahr | Erster Platz       | Zweiter Platz      | Dritter Platz  |
| ---- | ------------------ | ------------------ | -------------- |
| 2015 | Marcel de Lannoy   | Fabian Knobelspies | Wade Weightman |
| 2014 | Marcel de Lannoy   | Fabian Knobelspies | Jan Meyries    |
| 2013 | Fabian Knobelspies | Steffen Waglöhner  | Thomas Berger  |

| Jahr | Erster Platz   | Zweiter Platz    | Dritter Platz        |
| ---- | -------------- | ---------------- | -------------------- |
| 2015 | Marion Hebding | Stefanie Schrott | Claudia Zarbo        |
| 2014 | Marion Hebding | Claudia Zarbo    | Melanie Kleinschmidt |
| 2013 | Tanja Erath    | Marion Hebding   | Ella Kitti           |